# Олд Бруквил (Њујорк)
Олд Бруквил (енгл. Old Brookville) град је у америчкој савезној држави Њујорк.

## Демографија
По попису из 2010. године број становника је 2.134, што је 33 (-1,5%) становника мање него 2000. године.
| Група             | 2000.         | 2010.         |
| Белци             | 1.905 (87,9%) | 1.695 (79,4%) |
| Афроамериканци    | 31 (1,4%)     | 42 (2,0%)     |
| Азијати           | 159 (7,3%)    | 240 (11,2%)   |
| Хиспаноамериканци | 44 (2,0%)     | 122 (5,7%)    |
| Укупно            | 2.167         | 2.134         |